# Cibórium (építészet)
A cibórium (a görög κιβώριον, kibórion szóból, jelentése: sátor) egy oszlopokra támaszkodó, a szentélyben szabadon álló építészeti elem, amely a templomokban az oltár felett áll és azt takarja. Mára már gyakran használják helyette szinonimaként a baldachin kifejezést, bár a cibóriumot helyesebbnek tartják a templomokban található példák esetében. Eredeti definíció szerint  a baldachinnak (eredetileg egy egzotikus, Bagdadból származó selyemfajta) textilborítással kell rendelkeznie, vagy legalábbis, mint a római Szent Péter-bazilikában, azt kell utánoznia. Ez utóbbi egyben egy ismert kivételnek számít: Bernini híres felépítményét mindig baldachinnak nevezik, bár technikailag inkább cibóriumnak minősül.
A korai cibóriumokon az oszlopok között rudakról függönyök lógtak, hogy a liturgia egyes pontjain az oltárt el lehessen takarni a gyülekezet elől. Kisebb példányok a templomban más tárgyakat, pl. keresztelőmedencéket is lefedhettek. Egy nagy méretű templomban a cibórium hatékony módja az oltár vizuális kiemelésének és fontosságának hangsúlyozására. Az oltárt és a cibóriumot gyakran egy emelvényre helyezik, hogy a szentély padlószintje fölé emeljék. Használata leginkább a román stílusra volt jellemző, de a bizánci és a gótikus stílus is alkalmazta. A későbbi korokban háttérbe szorult, de a historizáló építészeti stílusok ismét visszahozták.

## Galéria

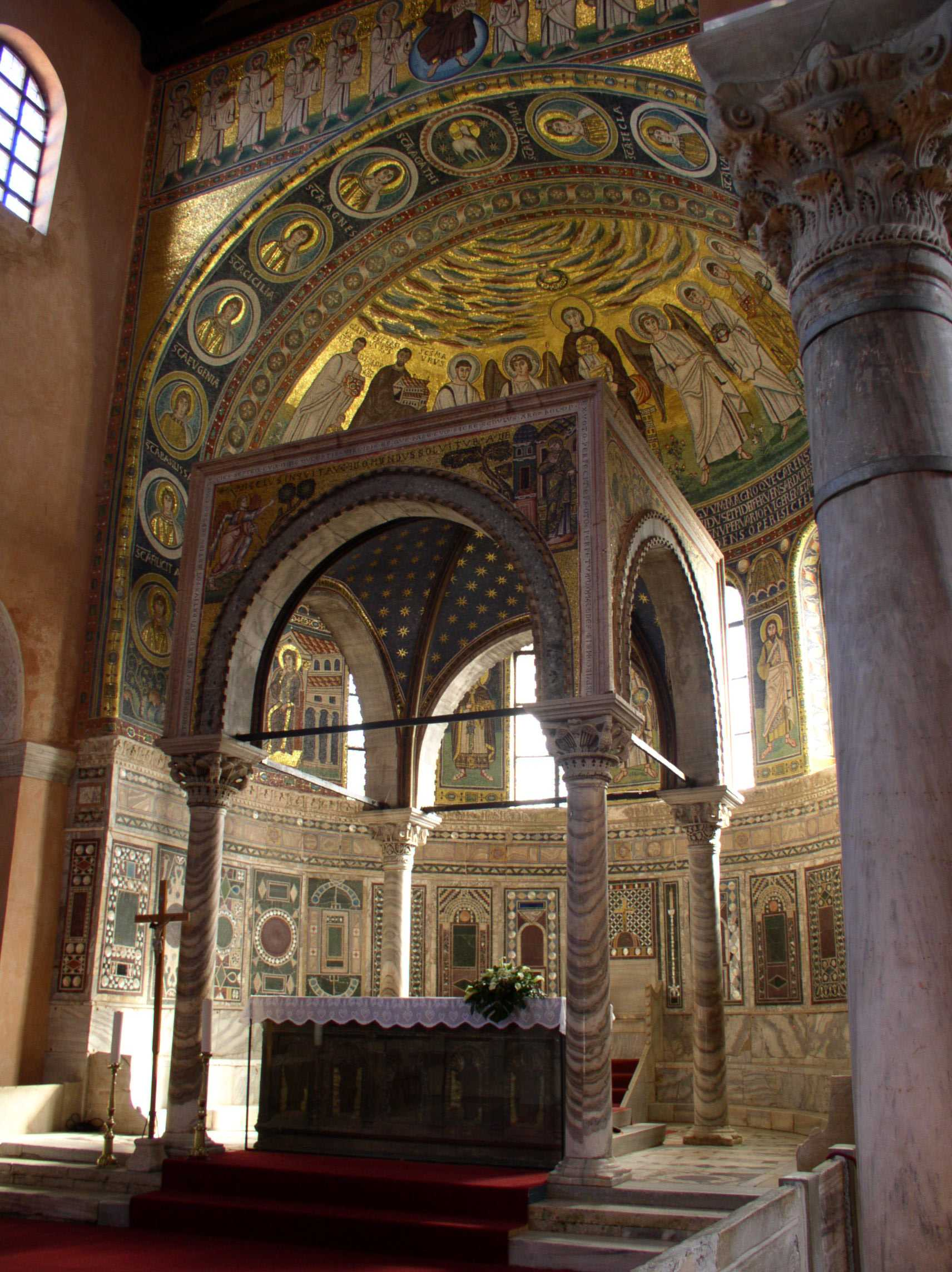
Euphrasius-bazilika, Poreč. Az oszlopok 6. századiak, a tetőzet 1277-ben készült.
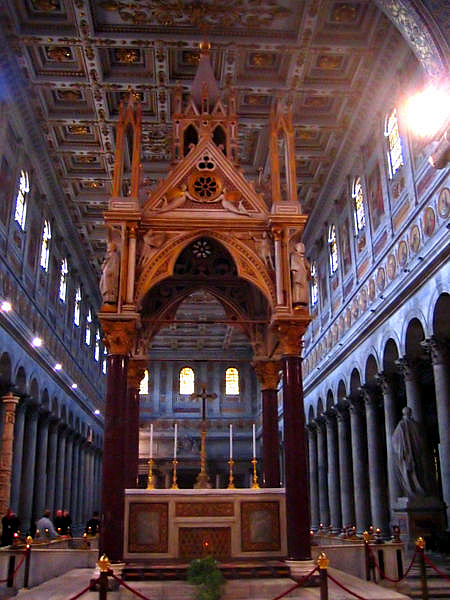
San Paolo fuori le mura bazilika, Róma
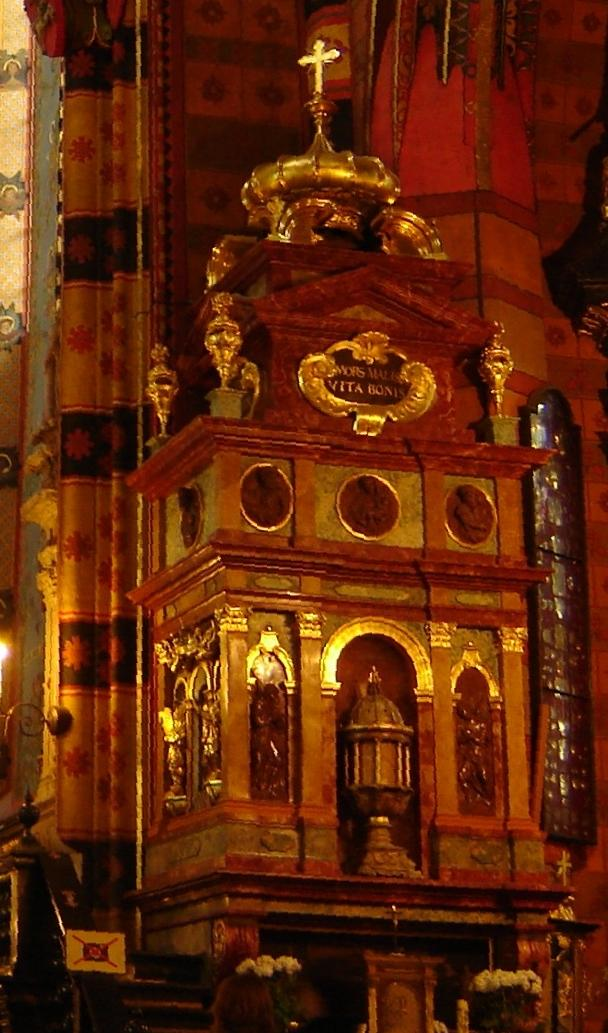
A krakkói Mária-templom oszlop nélküli, falnak támaszkodó cibóriuma
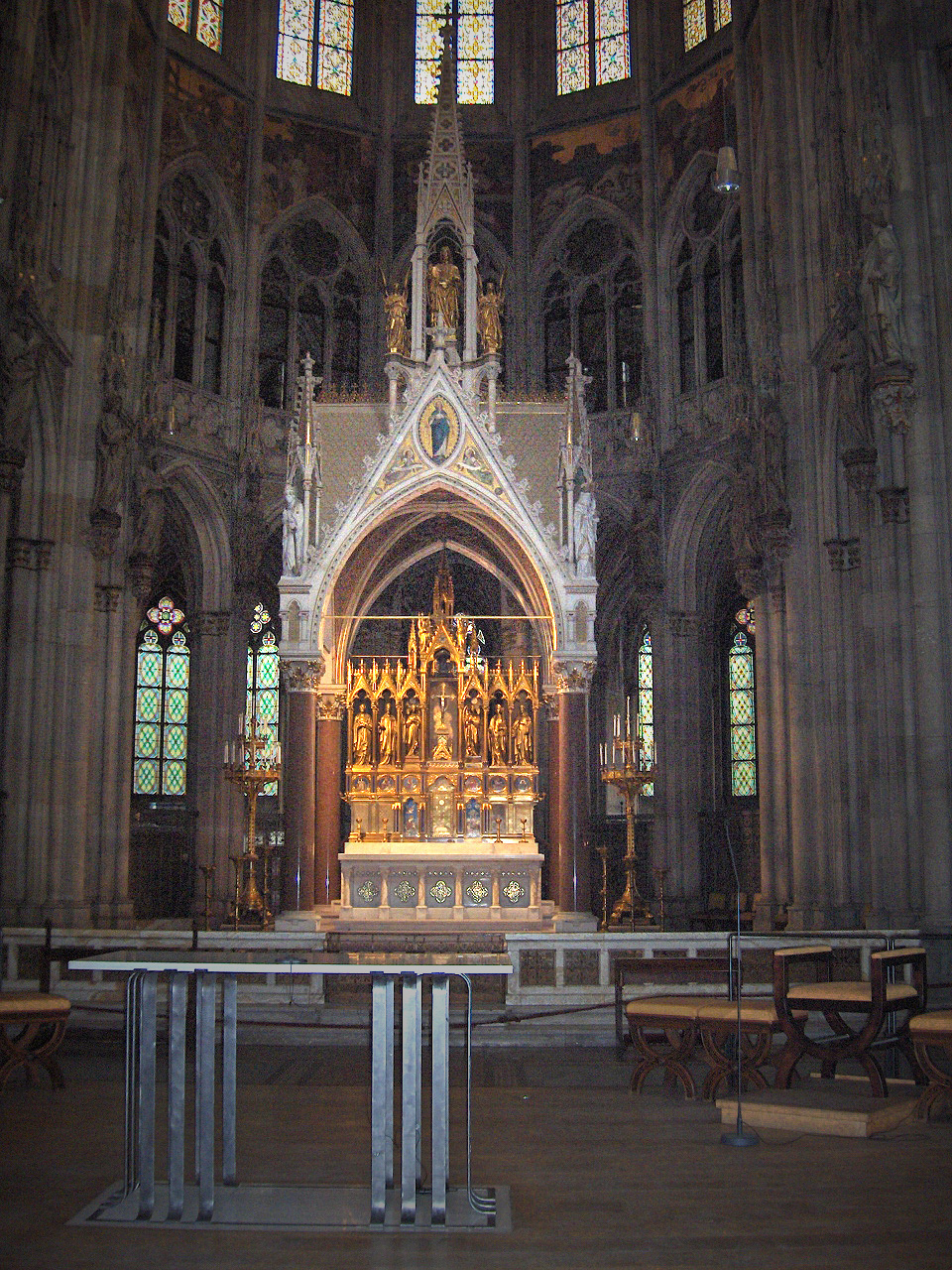
Bécsi Fogadalmi templom, 1856
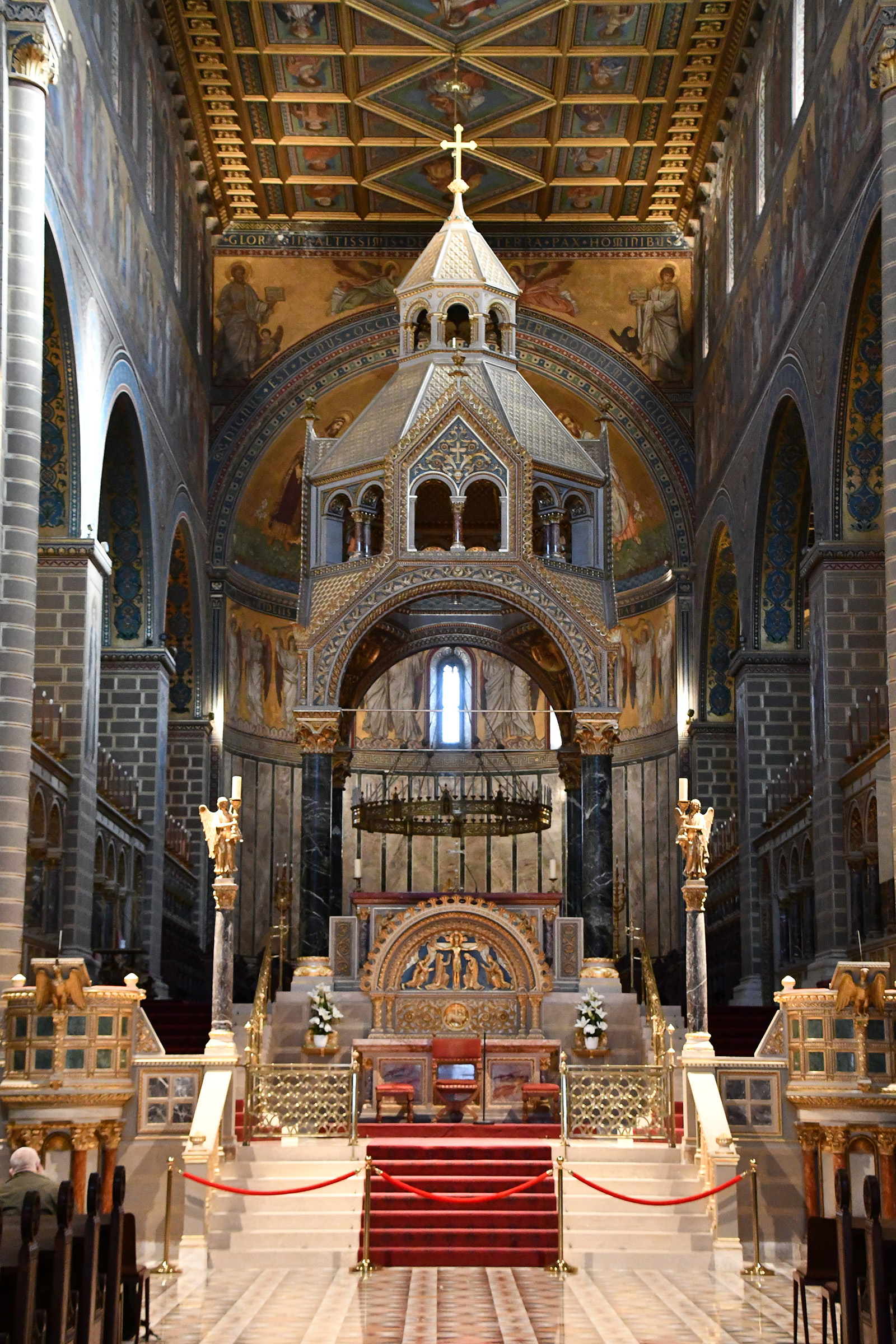
Pécsi székesegyház, 19. század vége
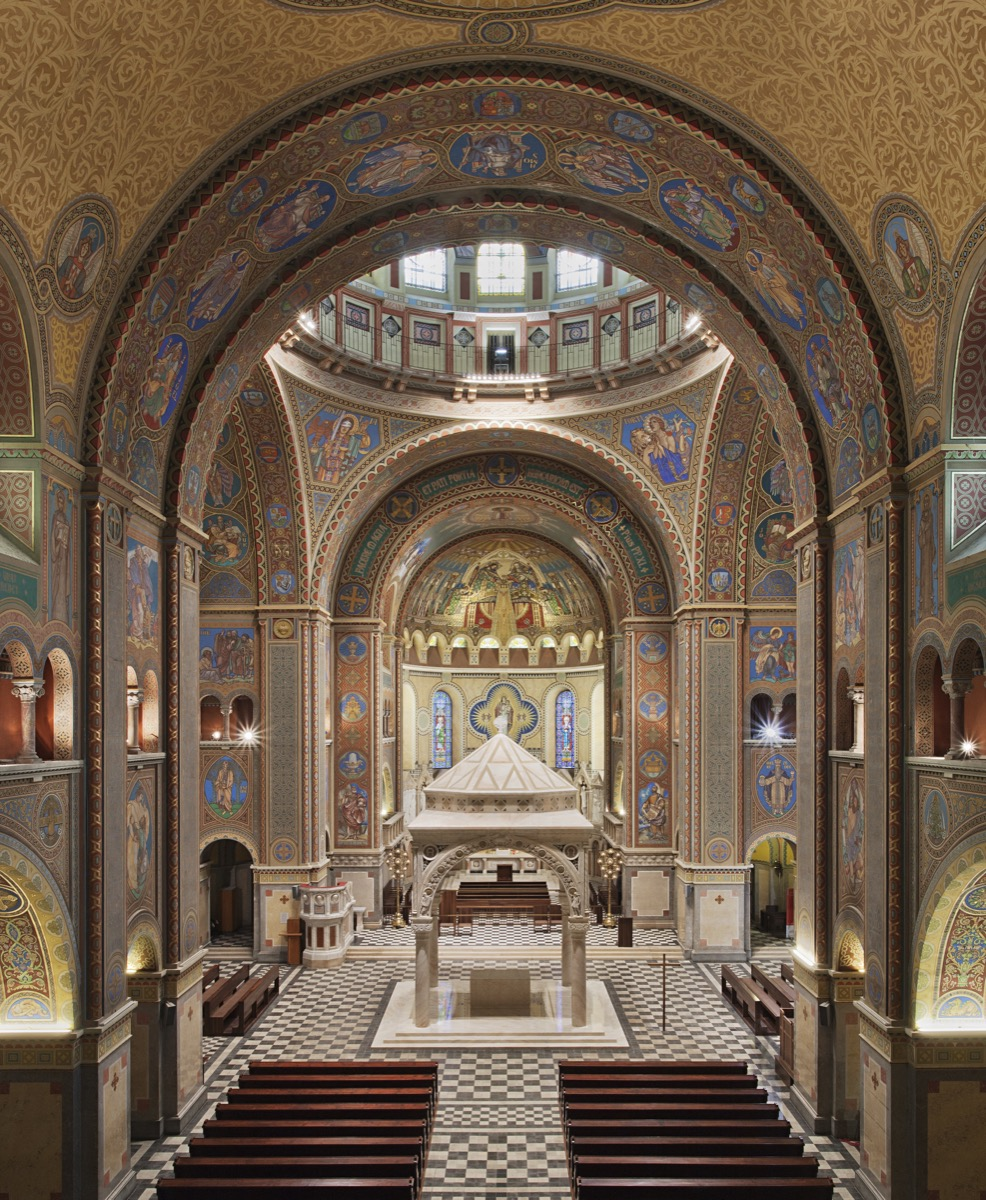
Szegedi Fogadalmi templom, 1932

## Fordítás
- Ez a szócikk részben vagy egészben  a   Ciborium (architecture) című angol Wikipédia-szócikk ezen változatának fordításán alapul.  Az eredeti cikk szerkesztőit annak laptörténete sorolja fel. Ez a jelzés csupán a megfogalmazás eredetét és a szerzői jogokat jelzi, nem szolgál a cikkben szereplő információk forrásmegjelöléseként.